# Ludmila Javorová
Ludmila Javorová (Brno, 31 de gener de 1932), primera dona ordenada sacerdot –tot i que aquesta ordenació no és reconeguda per l'Església–, és una personalitat de l'església catòlica clandestina de Txecoslovàquia sota el règim comunista.
Javorová va néixer en una família catòlica, i va expressar el seu desig de convertir-se en monja, però no era possible en el temps del comunisme. Va començar a treballar en professions civils i donà suport a activitats de l'Església en el seu temps lliure. Ella rebé l'ordenació sacerdotal en secret el 1970 del bisbe Felix Maria Davídek, que va ser vicari general en la clandestinitat. Va exercir les funcions sacerdotals en la clandestinitat durant vint anys, fins i tot va arribar a ser "vicaria general", número dos de l'arxidiòcesi de Brno. En aquell context de l'«església del silenci», també van ser ordenats sacerdots i bisbes un bon nombre d'homes casats i amb família.
Ludmila Javorová és la primera dona ordenada sacerdot de la qual es coneix el nom, però aquesta ordenació no és reconeguda per les instàncies oficials de l'església. La revelació pública de la seva ordenació sacerdotal el 1995 va revifar el tema de l'ordenació de dones a l'església catòlica romana.
D'una banda, les ordenacions de Davidek estaven justificades per les necessitats pastorals de l'església, ja que patia una persecució implacable (que ell mateix havia patit, amb catorze anys de presó per la seva fe) i, en particular, de dones torturades a la presó que no tenien accés als sacerdots masculins però podien ser ateses per sacerdots del seu mateix sexe. L'arquebisbe John Bukovsky és citat dient que les ordenacions eren "il·legals, però vàlides".
Davidek va ocultar l'ordenació de Javorová a molts dels seus companys de treball i va exigir promeses per escrit d'"absolut silenci sobre l'assumpte" a les persones que participaven en les seves ordenacions secretes. Els historiadors Fiala i Hanus van concloure que aquestes dones ordenades (n'hi havia unes cinc, Javorová fou l'única que sortí a la llum) exercien poques tasques sacerdotals específiques en el grup de Davidek, per tant, es conclou que les seves ordenacions poden ser considerades només com un "acte simbòlic i un precedent".
Al 1990, amb la caiguda del teló d'acer, els sacerdots homes van reprendre obertament l'activitat i el papa Joan Pau II va prohibir expressament la pràctica sacerdotal de Ludmila Javorová. Iniciat el segle XXI, hi ha més de 250 dones presbíteras en l'Església catòlica; el seu nombre ha anat creixent en els últims anys i, organitzades entorn de diferents associacions, reben el suport d'una part de l'església i un cert nombre dels sacerdots homes.
El 2011 Ludmila Javorová va rebre el premi de la Fundació Herbert Haag per la llibertat en l'Església', presidida per Hans Küng.